# Sint-Jan-de Doperkapel
De Sint-Jan-de Doperkapel is de hoofdkapel, feitelijk een kerkje, van de tot de Luikse gemeente Burg-Reuland behorende plaats Lengeler.
Vanouds behoorde Lengeler tot de parochie van Dürler. Wanneer er een kapel gesticht werd is niet bekend, maar in 1728 werd er voor het eerst schriftelijk melding van het bestaan van deze kapel gemaakt.
De huidige kapel werd gebouwd in 1934-1936 en is een ontwerp van Schultzen. Het is een kerkgebouw in breuksteen met een rechts ingebouwde toren die afgedekt wordt met een zadeldak. Het koor is smaller dan het schip en heeft een halfronde apsis. De stijl vertoont neoromaanse kenmerken.